# Alois von Pražák

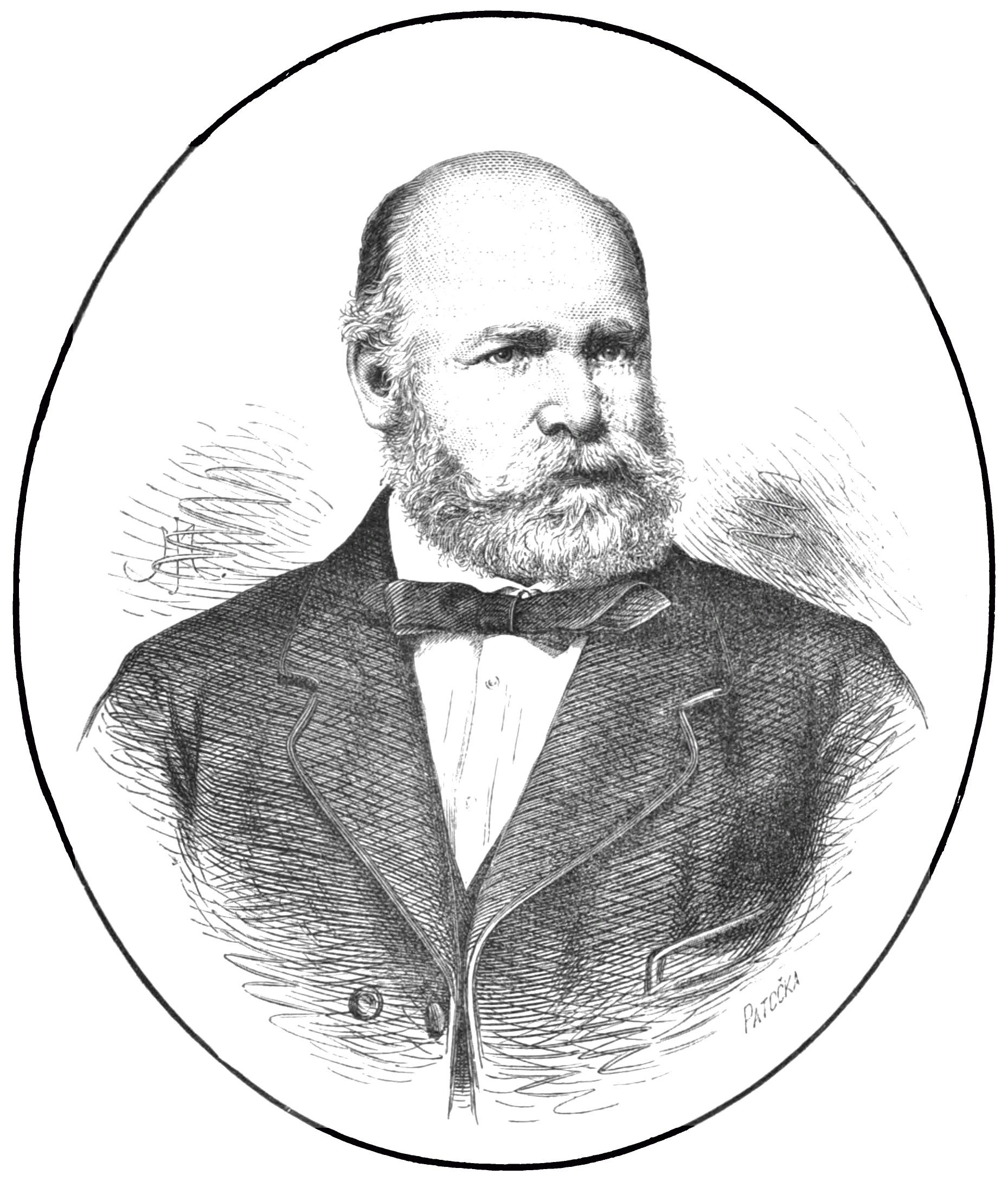
Alois von Pražák.

Alois von Pražák, född den 21 februari 1820 i Ungarisch Hradisch, Mähren, Kejsardömet Österrike, död den 30 januari 1901 i Wien, var en österrikisk friherre och statsman.
Pražák invaldes 1848 i Mährens lantdag, anslöt sig till de federalistiska strävandena och blev omsider huvudman för det nationellt tjeckiska partiet i Mähren. År 1878 utnämndes han till minister utan portfölj (som tjeckisk Landsmannminister), blev därjämte 1881 justitieminister, men ådrog sig i denna egenskap många anfall från det tyskliberala partiet genom sina språkförordningar (1881 och 1886), vilka gynnade tjeckiska språket vid rättskipningen. Pražák erhöll 1881 friherrlig värdighet, avgick 1888 som justitieminister, men kvarstannade till 1892 som tjeckisk Landsmannminister och blev vid sin avgång sistnämnda år medlem av herrehuset.